# 柯瑞·布克
柯瑞·安東尼·布克（英語：Cory Anthony Booker；1969年4月27日—），是美国一位民主黨政治人物，自2013年成為新澤西州的聯邦參議員。
布克出生於華盛頓特區，在新澤西州博根縣的哈靈頓柏克長大，父親是卡里·布克（Cary Booker），有一兄长卡里·布克二世（Cary Booker II）。進入史丹佛大學後，他參與了大學橄欖球和取得政治学文学士及社会学文學碩士，同時獲得罗德奖学金進入牛津大学就讀；亦在耶鲁法学院得到法律博士學位。他毅然搬家到犯罪率高的紐華克市中心貧民窟長住，作為租戶的代表律師。布克的母語為英语，也能講流利的西班牙語，曾在2017年8月前往哥斯达黎加進修外語。

## 政治生涯
布克的政治生涯在1998年於紐華克市議會開始，2002年他嘗試參選市長，唯輸給時任市長夏普·詹姆斯；後來在2006年布可再次參選，終擊敗副市長羅納德·賴斯當選為紐華克市長。在市長任期裡，其工作重點是減少犯罪，並鼓勵經濟發展項目；並因他親自參與公共服務，特別是他使用社交媒體，如Twitter跟選民溝通而在全國獲得聲譽。他與陸天娜是朋友。
考慮到布克是在新澤西州最突出的民主黨人之一，他成為了美國參議院2013年特別選舉繼承死於任內的弗蘭克·勞滕伯格之民主黨被提名人之一。2013年8月13日他在民主黨初選勝出，又於2013年10月16日的大選擊敗史蒂夫·洛根當選為新澤西州第一名黑人聯邦參議院議員；他在接下來的定期選舉亦勝過傑夫·貝爾連任。

## 政治立場

### LGBT
他認為宗教和LGBT權利可以共存。

### 槍暴
他提出槍支擁有者應需要申請牌照。在辯論期間，被問到對於美國槍械暴力問題的看法，他回答：
 我活在這問題的緊迫感當中，因為當我回家...這些槍聲每天都是真實存在的（I am living with a sense of urgency on this problem because when I go home ... these gunshots, are real every single day）
接受電話訪問時，他說：
這些事件以全世界罕見的方式發生...人民能容易地獲得這些破壞性武器讓我們變得獨特（These incidents happen in a way that is unusual in the entire world ... what makes us unique, is the ease with which people can get their hands on these weapons of destruction）
出席參議院聽證會時，他說：
已死於槍暴的人多於我們國家歷史上的每個戰爭（there are more people that have died of gun violence than in every single war in our nation’s history）

### 反川普
2018年1月11日，民主黨黨鞭迪克·德賓表示他當天在白宮椭圆形办公室參與移民會議時，川普評論到萨尔瓦多、洪都拉斯、海地及非洲國家時提及：“這些屎洞向我們發送他們不想要的人（Those shitholes send us the people that they don’t want）”。官方並沒有否認，也有人認為特朗普不是講“shit hole”而是講 “屋外廁所（shit house）”，日後布克向川普政府追究此事。
2025年4月1日，布克發表了超過25小時的反川普演說，打破斯特罗姆·瑟蒙德在1957年創下的最長參議院演說紀錄。

## 个人生活
2019年3月，他與罗莎里奥·道森約會，自此 道森 戒了吃肉。

## 另見
- 2020年美國總統競選活動
- 布克政治立場（英语：Political positions of Cory Booker）

## 延伸閱讀
- 美國國會國家人物傳記大辭典中的傳記
- 由華盛頓郵報維護的投票記錄
- 智慧投票计划中的傳記、投票紀錄及利益集團評級
- Congressional profile at GovTrack
- Congressional profile at OpenCongress
- Issue positions and quotes at On the Issues
- Financial information at OpenSecrets.org
- 聯邦選舉委員會中的競選財務報告和數據
- Appearances on C-SPAN programs
- 網路電影資料庫上的亮相頁面
- Collected news and commentary at The New York Times
- Collected news and commentary at The Wall Street Journal
- Collected news and commentary at The Guardian
- Works by or about 柯瑞·布克 in libraries (WorldCat catalog)
- Profile at Ballotpedia

## 外部連結
- 柯瑞·布克 （页面存档备份，存于）參議院官方網站
- 中的“柯瑞·布克”

| 官衔                     | 官衔                                                              | 官衔                      |
| ------------------------ | ----------------------------------------------------------------- | ------------------------- |
| 前任者： 夏普·詹姆斯     | 紐華克市長 2006年－2013年                                         | 繼任者： 路易斯·昆塔納    |
| 政党职务                 |                                                                   |                           |
| 前任者： 弗蘭克·勞滕伯格 | 美國參議員新澤西州民主黨被提名人 （第2類） 2013年、2014年、2020年 | 最新的                    |
| 前任者： 乔·曼钦         | 參議院民主黨政策委員會副主席 2021年－                             | 最新的                    |
| 美国参议院               |                                                                   |                           |
| 前任者： 傑弗里·基耶薩   | 新澤西州第2類參議員 2013年－ 與安迪·金同時在任                    | 現任                      |
| 美國排位名單             |                                                                   |                           |
| 前任者： 艾德·马基       | 美國參議員資歷 第55位                                             | 繼任者： 雪萊·摩爾·卡皮托 |